# Сестримо
Сестримо е село в Южна България. То се намира в община Белово, област Пазарджик.

## География
Сестримо се намира в Южна България, област Пазарджик. Селото е разположено на 4 км южно от старото Цариградско шосе или днес шосето София – Пловдив в подножието на Рила (Белмекенски дял) по долината на Крива река. Селото е най-голямото в община Белово — с население над 974 жители, и има жп спирка по линията София – Пловдив.

## История
Село Сестримо е старо, то е съществувало още през Средновековието. Предполага се, че сегашното село Сестримо, както и село Голямо Белово, е заселено вторично след падането на средновековната българска крепост „Раковица“, чиито останки се намират близо до стария път Сестримо – Голямо Белово. Край селото има около десет древнотракийски могили. В околностите на селото има множество останки на параклиси, църкви и манастир. Предполага се, че те са били разрушени след 1666 г. от помохамеданчените българи от Чепинската яка. Интересен исторически паметник е „Прокопът“, намиращ се западно от селото между Крива река и нейния приток Ошляк. Това са останки от стар граничен окоп, чиято дължина е около 2.5 км, а ширината — около 3 м. Запазени са останки от старите средновековни друмища (на някои места изграждани върху стари римски пътища), свързващи селото с Голямо Белово, Костенец и Разлог. През Средновековието тук са били развито рударството и стоманодобивът.
Историята на с. Сестримо има дълбоки корени и е свързана от векове с историята на Европа. През XV век тук е пребивавал унгарският крал Уласло(Владислав ІІІ Варненчик, 1434 г. – 1444 г.). В чест на това събитие е изградена паметна плоча с помощта на Унгарското посолство в София. Има данни, че оттук е минал и Лайош Кошут. 
Под имената „Сестине-и Геберан, спадащо към Кьостендже“ (гр. Костенец, Софийска област) и „Сестрине“ селото е описано и в регистъра на акънджиите от 1472 г. (НБКМ-Сф, ОО – ОАК 94/73, л.62б и 66а) като чисто българско и християнско селище.

## Културни и природни забележителности
Интерес за жителите на селото и гостите им представлява параклисът „Света Петка“, който се намира в скалиста местност над селото. Първият петък след Великден на този параклис се прави курбан за здраве и се раздава на хората, които са там. Съществува народно поверие, че първоначално на тези скали е имало само икона на света Петка, поставена там, за да закриля селото и жителите му. По-късно един строител сънува, че св. Петка му заръчва да ѝ направят дом, и тогава се изгражда параклисът. Той е интересен като природна и културна забележителност. Архитектурата му се вписва в релефа на скалите. Построен е на високо място, което на моменти е доста опасно, но нищо не може да откаже жителите и гостите да го посетят.
В селото има още три параклиса - „Свети Георги“, „Успение Богородично“ и „Свети Петър и Павел“, чийто строеж започва през 2021 година.
Основният храм в селото е черквата „Свети Георги“ (различна от параклиса). Храмът е обновен през 2010 година.

## Редовни събития
Празникът на селото е на 15 август (Голяма Богородица), когато се прави събор. Селото празнува и 6 май (Гергьовден); църквата в центъра на селото носи името на този светец. Има и параклис, който се намира над селото, също наречен на св. Георги Победоносец.
Първият петък след Великден се прави курбан за здраве при параклиса „Света Петка“.

## Личности
- Иван Попов (1896-1982), български офицер, генерал-лейтенант

## Други
- Над селото е разположена каскадата Белмекен-Сестримо-Чаира, най-голямото хидроенергийно предприятие в България.

- Ледник Сестримо на Земя Греъм в Антарктида е наименуван в чест на село Сестримо.[5]

### Кухня
Опитайте сестримската Парена баница или пъстърва от Крива река.